# Disjuncte verzamelingen
In de verzamelingenleer, een deelgebied van de wiskunde, zegt men van twee verzamelingen dat deze disjunct zijn, als zij geen element met elkaar gemeen hebben, wat dus betekent dat de doorsnede van twee disjuncte verzamelingen de lege verzameling is. Bij uitbreidingen noemt men een groep van meer dan twee verzamelingen disjunct, als elk tweetal disjunct is.
De verzamelingen {1, 2, 3} en {4, 5, 6} zijn bijvoorbeeld disjuncte verzamelingen.

## Definitie
Twee verzamelingen {\displaystyle A} en {\displaystyle B} heten disjunct als hun doorsnede de lege verzameling is, dus
{\displaystyle A\cap B=\varnothing .}
Twee disjuncte verzamelingen hebben geen enkel element gemeenschappelijk. 

## Paarsgewijs disjunct
Deze definitie is uitbreidbaar naar elke collectie van verzamelingen. Een collectie van verzamelingen is paarsgewijs disjunct of wederzijds disjunct als elk tweetal verzamelingen in de collectie disjunct is.
Formeel betekent dit dat de familie van verzamelingen {\displaystyle {\mathcal {F}}=\{A_{i}\mid i\in I\}}, met {\displaystyle I} een indexverzameling,  paarsgewijs disjunct is, als voor alle {\displaystyle i,j\in I} met {\displaystyle i\neq j,} geldt:
{\displaystyle A_{i}\cap A_{j}=\varnothing }
De collectie verzamelingen {{1, 2}, {3, 4}, {5, 6}, {7, 8}, ...} is bijvoorbeeld paarsgewijs disjunct. 
Als {\displaystyle \{A_{i}\}} een paarsgewijze disjuncte collectie is die ten minste twee verzamelingen bevat, dan is de doorsnede duidelijk leeg:
{\displaystyle \bigcap _{i\in I}A_{i}=\varnothing .}
Het omgekeerde is echter niet waar: de doorsnede van bijvoorbeeld de collectie {{1, 2}, {2, 3}, {3, 4}, {4, 1}} is leeg, maar de collectie is niet paarsgewijs disjunct. Er geldt bijvoorbeeld dat 
{\displaystyle \{1,2\}\cap \{2,3\}=\{2\}}
Een partitie van een verzameling is een voorbeeld van een paarsgewijs disjuncte collectie deelverzamelingen. 